# SEA Icon Series
Giải Icon Series SEA là 1 hệ thống giải đấu Liên Minh Huyền Thoại: Tốc Chiến dành cho khu vực Đông Nam Á được tổ chức bởi RIOT Games và các đối tác. Các đội có thành tích tốt tại giải mùa hè sẽ được tham gia Summer Super Cup còn tại giải mùa thu sẽ góp mặt tại SEA Championship.

## Thông tin chung

### Đội ngũ MC và caster
- MC
  - Chuc Anh (Đào Chúc Anh)
  - Minh Nghi (Trần Nguyễn Minh Nghi)
- Caster
  - Quốc Việt (Hồ Quốc Việt)
  - Anie (Hoàng Anh)
  - Vi Hồ (Vi Văn Hồ) - Đã sa thải
  - Hải Phong (Nguyễn Hải Phong)
  - Trí Hoa (Trần Trí Hoa)
  - Xuân Vũ (Nguyễn Xuân Vũ)
  - Uzi (Lê Thanh Hà)
  - Leos (Trần Nguyên Long)
  - Tân Tân (Nguyễn Minh Tân)

### Thể thức

#### Giải mùa Hè
- Mời trực tiếp - 12 tháng 3 - 21 tháng 3, 2021 : 6 đội sẽ được chọn theo 3 tiêu chí
  - Chất lượng đội hình (theo danh sách đã đăng ký)
  - Kế hoạch truyền thông của đội tuyển
  - Kế hoạch hoạt động của công ty chủ sở hữu của đội tuyển
- Vòng loại - (1) 3-4 tháng 4 - (2) 10-11 tháng 4 năm 2021
  - Đăng ký kết thúc vào ngày 30 tháng 3 năm 2021
  - Các đội thi đấu trong 2 tuần, mỗi tuần có 2 bảng
  - Thi đấu theo thể thức Nhánh thắng – nhánh thua
  - Thể thức thi đấu là Bo3 (Đấu tối đa 3 ván, thắng trước 2 ván), áp dụng cho tất cả các trận đấu
  - 4 đội nhất của 4 bảng giành quyền dự Vòng bảng
- Vòng bảng - 15 tháng 4 - 9 tháng 5, 2021
  - 6 đội được mời và 4 đội vòng loại tham gia
  - Thi đấu vòng tròn một lượt tính điểm
  - Thể thức thi đấu là Bo5 (Đấu tối đa 5 ván, thắng trước 3 ván), áp dụng cho tất cả các trận đấu
  - Mỗi trận thắng được 1 điểm
  - Tiebreaker (nếu cần) được diễn ra theo thể thức Bo1 (đấu 1 ván duy nhất)
  - 4 đội đứng đầu giành quyền dự vòng Playoffs
  - 2 đội cuối bảng sẽ xuống chơi tại Vòng Thăng hạng mùa Thu
- Vòng Playoffs - 26 tháng 5 đến 30 tháng 5 năm 2021
  - Thi đấu theo thể thức Nhánh thắng – nhánh thua
  - Đội đứng đầu bảng sẽ có quyền chọn đối thủ ở bán kết
  - Thể thức thi đấu là Bo7 (Đấu tối đa 7 ván, thắng trước 4 ván), áp dụng cho tất cả các trận đấu

#### Giải mùa Thu
- Vòng loại - 30 tháng 6 và 1 tháng 7 năm 2021
  - Đăng ký kết thúc vào ngày 24 tháng 6 năm 2021
  - 18 đội được chia làm 2 bảng, mỗi bảng 9 đội
  - Thi đấu theo thể thức Nhánh thắng – nhánh thua
  - Thể thức thi đấu là Bo3 (Đấu tối đa 3 ván, thắng trước 2 ván), áp dụng cho tất cả các trận đấu
  - 2 đội nhất của 2 bảng giành quyền dự Vòng thăng hạng
- Vòng thăng hạng - 3 và 4 tháng 7 năm 2021
  - Thi đấu theo thể thức Nhánh thắng – nhánh thua
  - Thể thức thi đấu là Bo5 (Đấu tối đa 5 ván, thắng trước 3 ván), áp dụng cho tất cả các trận đấu
  - 2 đội đứng đầu giành quyền dự Vòng bảng
- Vòng bảng - 15 tháng 7 - 8 tháng 8, 2021
  - 8 đội đứng đầu giải mùa hè và 2 đội từ vòng Thăng hạng tham gia
  - Thi đấu vòng tròn một lượt tính điểm
  - Thể thức thi đấu là Bo3 (Đấu tối đa 3 ván, thắng trước 2 ván), áp dụng cho tất cả các trận đấu
  - Mỗi trận thắng được 1 điểm
  - Tiebreaker (nếu cần) được diễn ra theo thể thức Bo1 (đấu 1 ván duy nhất)
  - 4 đội đứng đầu giành quyền dự vòng Playoffs
  - 2 đội cuối bảng sẽ xuống chơi tại Vòng Thăng hạng mùa sau
- Vòng Playoffs - 18 tháng 8 đến 4 tháng 9 năm 2021
  - Thi đấu theo thể thức Nhánh thắng – nhánh thua
  - Đội đứng đầu bảng sẽ có quyền chọn đối thủ ở bán kết
  - Thể thức thi đấu là Bo5 (Đấu tối đa 5 ván, thắng trước 3 ván), áp dụng cho tất cả các trận đấu

### Giải thưởng
Tổng giá trị giải thưởng là 2.500.000.000 VND ( ~$108.000 USD ) được chia cho các đội như sau:
2 đội đứng đầu giải mùa Hè tham dự Summer Super Cup
Đội vô địch giải mùa Thu giành quyền tham dự Vòng Bảng SEA Championship. 2 đội xếp tiếp theo tham dự Vòng Khởi Động SEA Championship. Trường hợp Đương kim vô địch Summer Super Cup giành quyền tham dự SEA Championship thông qua giải quốc nội, đội xếp thứ 4 cũng được tham dự Vòng Khởi Động SEA Championship.
| Thứ hạng | Tiền thưởng(VND) | Hạt giống (Quốc nội) | Hạt giống (Quốc tế mùa hè) | Hạt giống (Quốc tế mùa thu)       |
| -------- | ---------------- | -------------------- | -------------------------- | --------------------------------- |
| 1        | 800.000.000      | Giải mùa thu         | Summer Super Cup           | SEA Championship (vòng bảng)      |
| 2        | 500.000.000      | Giải mùa thu         | Summer Super Cup           | SEA Championship (vòng khởi động) |
| 3        | 300.000.000      | Giải mùa thu         | N/A                        | SEA Championship (vòng khởi động) |
| 4        | 200.000.000      | Giải mùa thu         | N/A                        | SEA Championship (vòng khởi động) |
| 5        | 175.000.000      | Giải mùa thu         | N/A                        | N/A                               |
| 6        | 150.000.000      | Giải mùa thu         | N/A                        | N/A                               |
| 7        | 125.000.000      | Giải mùa thu         | N/A                        | N/A                               |
| 8        | 100.000.000      | Giải mùa thu         | N/A                        | N/A                               |
| 9        | 80.000.000       | Vòng thăng hạng      | N/A                        | N/A                               |
| 10       | 70.000.000       | Vòng thăng hạng      | N/A                        | N/A                               |